# چلچله خانگی آسیایی
چلچله خانگی آسیایی (نام علمی: Delichon dasypus) نام یک گونه از سرده چلچله خانگی است.